# Leutnant (Schiff, 1912)
Die Leutnant war ein 1912 gebauter Seeschlepper der Deutschen Ost-Afrika Linie. 1916 beschlagnahmte Portugal das Schiff, das als Incomati 2012 noch in Fahrt war.

## Geschichte

### SchlepperLeutnantder Deutschen Ost-Afrika Linie
Die Leutnant wurde in Roßlau an der Elbe gebaut und kam 1912 in den Dienst der Deutschen Ost-Afrika Linie. Der Schlepper und Tender war ein Doppelschraubenschiff mit 500 PS Leistung und einer Dienstgeschwindigkeit von 10 Knoten. Mit seiner Manövrierfähigkeit durch die beiden Schiffsschrauben und dem starken Antrieb war der Seeschlepper und Tender bestens geeignet zur Unterstützung von Handelsschiffen in den meist noch hafentechnisch völlig unzureichenden Hafenplätzen an der ostafrikanischen Küste.
In Deutsch-Ostafrika setzte die Reederei die Leutnant zusammen mit den beiden Leichtern Inga und Irma ein, die zwischen den dortigen Häfen verkehrten. Beim Ausbruch des Ersten Weltkrieges im August 1914 suchte die Leutnant Schutz im portugiesischen Hafen Beira in Mosambik, da Portugal und seine Kolonien neutral waren.

### Portugiesischer SchlepperIncomati
Kurz vor Eintritt des Krieges auf Seiten der Alliierten beschlagnahmte Portugal im März 1916 die Leutnant wie alle 72 in Portugal und seinen Kolonien internierten deutschen und österreich-ungarischen Schiffe. Der Schlepper wurde der eigens für die Bereederung der beschlagnahmten Schiffe gegründeten Staatsreederei Transportes Maritimos do Estado (TME) übergeben und erhielt den Namen Incomati nach dem gleichnamigen Fluss Komati in Mosambik.
Die Incomati verblieb zunächst in Mosambik, wo die TME sie weiterhin für Schleppdienste einsetzte. 1924 nutzte die Union Castle Mail Steamship Company das Schiff für Zubringerdienste zwischen den Häfen von Chinde, Quelimane, Macuze und Maquival. Ob das Schiff 1925 oder 1928 an die Companhia Nacional de Navegação (CNN) verkauft wurde, ist offen. Die CNN verlegte die Incomati 1930 zunächst nach Luanda in Angola und 1931 nach Lissabon. Dort wurde sie 1933 zu einem Leichter umgebaut und 1985 mit einem Bagger ausgestattet. 2012 war sie noch in Fahrt, der weitere Verbleib ist unklar.